# Marmo di Musso
Il marmo di Musso è un marmo di colore bianco/grigio che veniva estratto nelle cave del comune omonimo nella provincia di Como.

## Morfologia
Il marmo di Musso si riscontra all'interno di fasce presenti nelle rocce di gneiss del basamento sudalpino (nella zona tra Dervio e Olgiasca), affioranti nell'area dell'alto lago di Como tra la sponda occidentale (Musso - da cui il nome, e Dongo) e quella orientale (Piona, Olgiasca). 
Le principali cave, ora completamente abbandonate, erano ubicate a Musso, nella parte alta dell'abitato, nell'area dove venne realizzato in seguito il castello locale.

## Caratteristiche

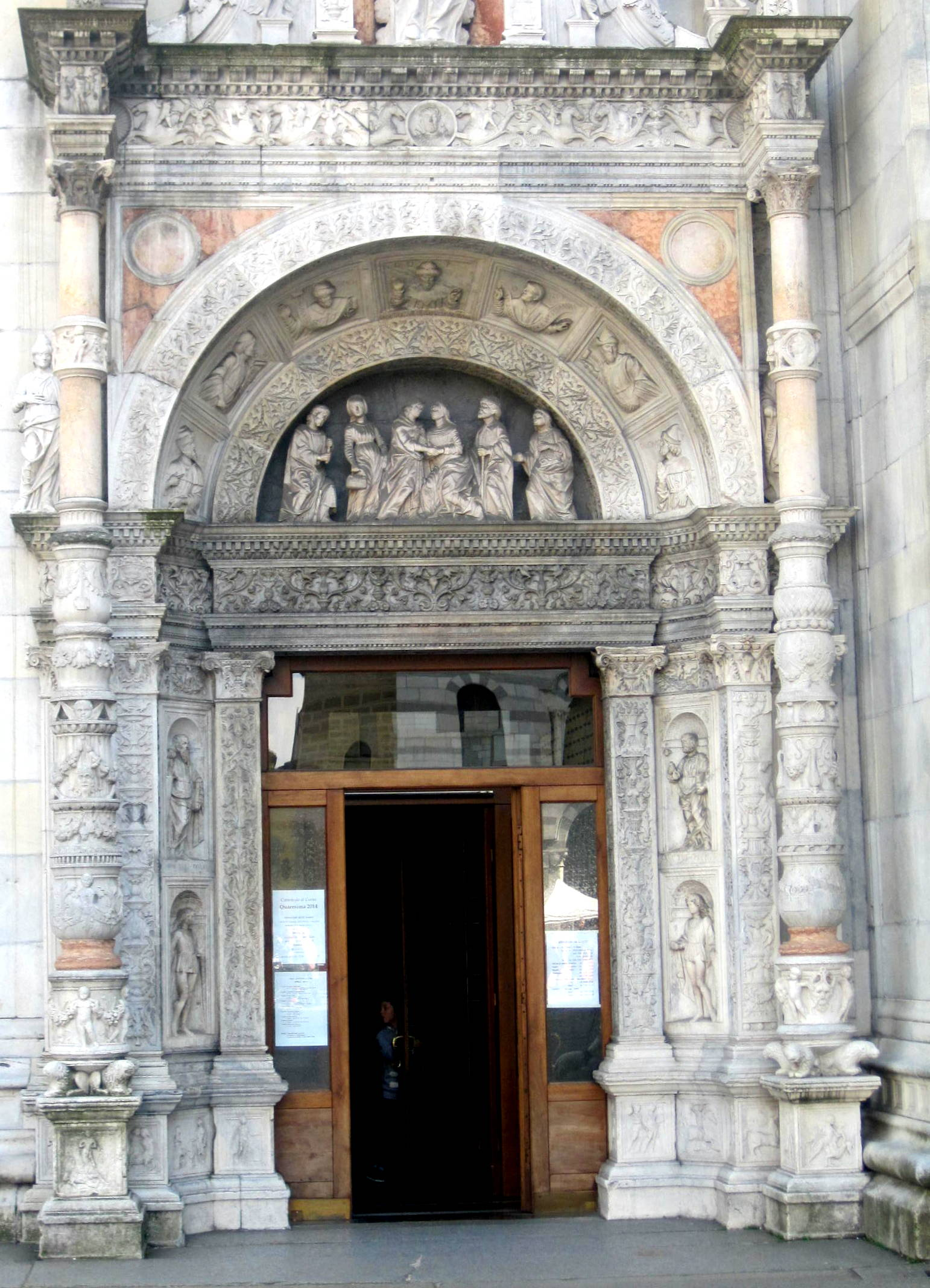
La "porta della rana" del duomo di Como, realizzata in marmo di Musso

Il marmo di Musso si presenta di colore grigio/bianco, a grana medio grossa, con un'ottima compattezza. La variante più tendente al grigio è detta Bardiglio ed ha una notevole somiglianza col marmo di Carrara.
All'interno del marmo di Musso sono segnalate diverse specie mineralogiche interessanti come ad esempio un particolare tipo di muscovite, la fuchsite, che si trova in piccoli cristalli verdi in alcuni filoni.

## Storia

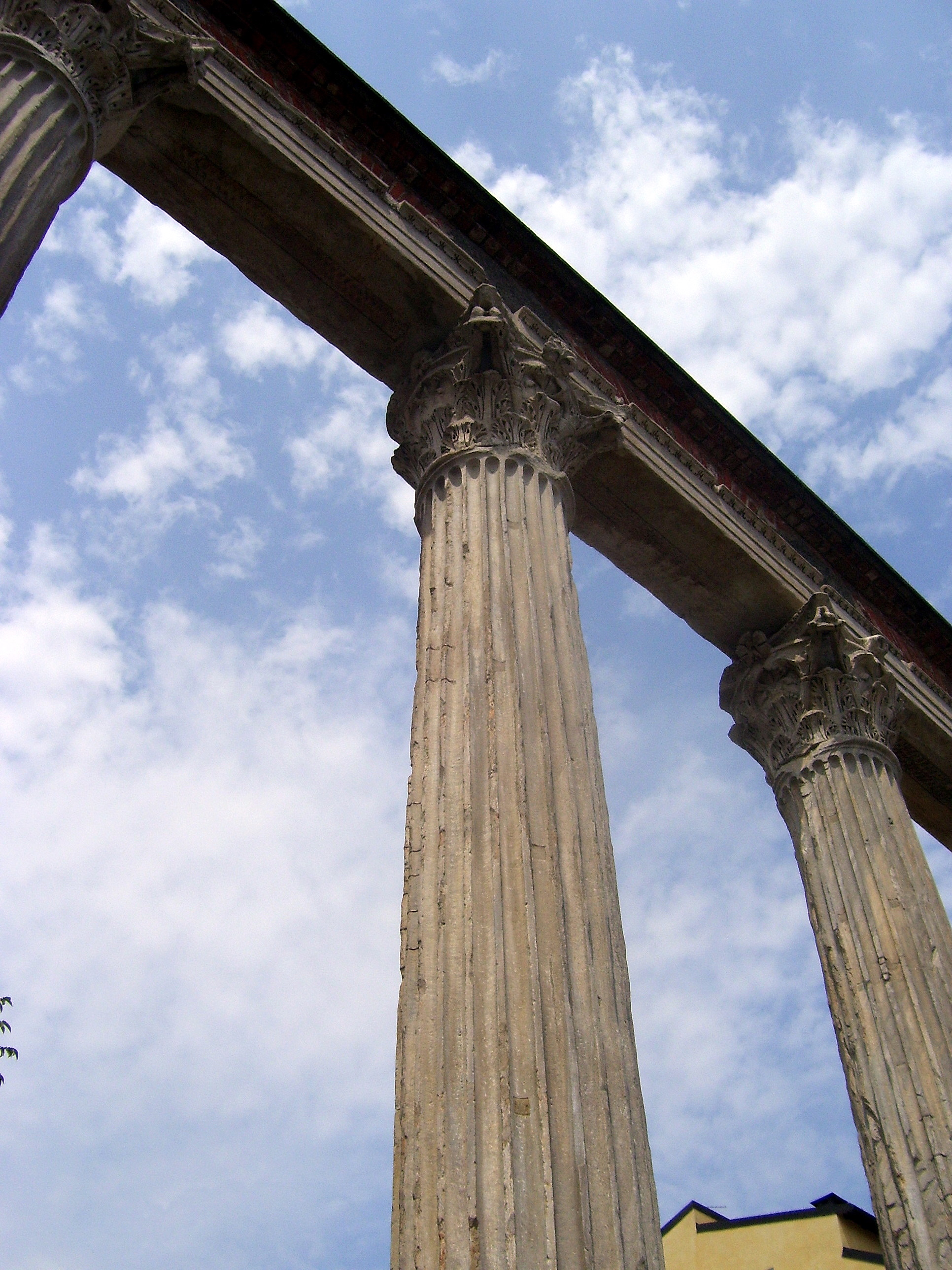
Il marmo di Musso venne impiegato per la costruzione delle Colonne di San Lorenzo a Milano.

Il marmo di Musso venne utilizzato sin dall'antichità a Milano come testimoniano le Colonne di San Lorenzo presenti nell'omonima basilica milanese del III secolo d.C. Ebbe una notevole diffusione a Como dove, oltre che all'epoca dei romani, venne utilizzato anche durante il periodo medievale e rinascimentale per la decorazione dei principali edifici civili, oltre che per il rivestimento del portale della cattedrale cittadina. Il suo uso venne ampiamente ripreso nella prima metà del XX secolo per la creazione del Tempio della Vittoria (1927-30) e per le case Bonaiti-Malugani (1935-37), entrambi dell'architetto Giovanni Muzio.